# Montaquila
Montaquila är en ort och kommun i provinsen Isernia i regionen Molise i Italien. Kommunen hade 2 332 invånare (2018).